# Porto Empedocle
Pour les articles homonymes, voir Empédocle (homonymie).
Porto Empedocle, ou Port-Empédocle en français, est une commune italienne de 17 261 habitants de la province d'Agrigente, en Sicile.
En 2003, la mairie a demandé à transformer le nom de la cité en Porto Empedocle Vigata pour célébrer son illustre citoyen et auteur fétiche, Andrea Camilleri, en y associant la commune imaginaire de Vigata où évolue le personnage de Salvo Montalbano. Avant le XXe siècle, elle s'appelait Marina di Girgenti et était le port d'Agrigente qui la surplombe.

## Histoire
Né comme une zone portuaire de l'ancienne Girgenti, aujourd'hui Agrigente, avec le nom de Marina di Girgenti, à partir du XVe siècle, c'était le lieu de commerce des céréales dans toute la région. Entre 1549 et 1554, sur ordre du vice-roi Vega, la tour de chargement Girgenti fut restaurée, comme elle était connue dans l'antiquité (probablement déjà existante avant la période angevine). Elle faisait partie du système d'alerte des tours côtières de Sicile, construit sur les instructions de l'architecte florentin Camillo Camilliani dans le but de défendre les activités commerciales contre les attaques des pirates sarrasins.
Compte tenu de son importance, elle a toujours fait l'objet d'une restauration de grande taille, la plus importante étant peut-être celle promue par l'empereur Charles Quint, pour laquelle la tour est surtout connue localement sous le nom de Torre Carlo V.
En 1749, la construction de la première jetée commença, grâce à Charles III et à l'intervention de l'évêque Lorenzo Gioeni, achevée seulement en 1763. En 1853, sous le gouvernement des Bourbons des Deux-Siciles, le village obtint l'autonomie devenant la capitale du decurionato comme Molo di Girgenti. Par la suite, en 1863, la ville a changé son nom en Porto Empedocle en hommage au célèbre philosophe Agrigentin Empedocle.
En 2003, la municipalité a décidé d'adopter Vigata comme deuxième nom de la localité, en hommage au village imaginaire du personnage littéraire créé par l'écrivain local Andrea Camilleri (son illustre citoyen), Salvo Montalbano, à qui en 2009 une statue a été consacrée sur la via Roma. La décision sur la dénomination a cependant été révoquée en 2009. Le 12 décembre de la même année, avec le décret du président de la République, Porto Empedocle a obtenu le titre de ville. Aujourd'hui, Porto Empedocle est l'une des réalités économiques les plus importantes de la province d'Agrigente. Son port assure la connexion avec les îles Pélagie.

## Administration
| Période                                  | Période  | Identité         | Étiquette | Qualité               |
| ---------------------------------------- | -------- | ---------------- | --------- | --------------------- |
|                                          | 28/08/05 | Paolo Ferrara    |           |                       |
| 28/08/05                                 | En cours | Dott. La Mattina |           | Commissario Regionale |
| Les données manquantes sont à compléter. |          |                  |           |                       |

### Communes limitrophes
Agrigente, Realmonte

## Économie
La ville abrite une cimenterie du groupe Italcementi.

## Affaires maritimes
Le port d'Empedocle a été le théâtre d'au moins deux affaires maritimes concernant le sauvetage en mer de migrants en détresse dans le Canal de Sicile et le refus d'entrée dans le port aux navires leur ayant porté secours.
L'affaire Cap Anamur (2004), du nom du navire de l'organisation allemande du même nom, qui, ayant porté secours à des boat people s'est retrouvé accusé d'aide à l'entrée de personnes en situation irrégulière sur le territoire italien. Les marins accusés ont été acquittés en 2011 par le tribunal d'Agrigente.
L'affaire Pinar (2009) dans laquelle le cargo du même nom est resté dans l'attente d'une autorisation d'entrée dans le port alors qu'il avait secouru plusieurs boat people dans un état de santé critique. L'autorisation d'entrée dans le port a été donnée après que des journalistes ont rendu publique la situation insoutenable des boat people secourus par les passagers du cargo.

## Personnalités
- Alfonso Gibilaro (1888-1957), pianiste, chef de chant, arrangeur musical et compositeur[9],[10] ;
- Andrea Camilleri (1925-2019), écrivain.